# Ништа лично
Ништа лично је други студијски албум српске певачице Наташе Беквалац. Албум је објављен 2002. године у издању издавачке куће Сити рекордс. Диск садржи 8 нових песама, песму Боља сам од ње која је објављена 2001. године и акустичну верзију песме Не могу.

## Списак песама
На албуму се налазе следеће песме:
| Бр. | Назив                 | Текст              | Музика                              | Аранжман             | Трајање |
| --- | --------------------- | ------------------ | ----------------------------------- | -------------------- | ------- |
| 1.  | Не могу               | Марина Туцаковић   | Александар Милановић, Ђорђе Будошан | Александар Милановић | 03:44   |
| 2.  | Сада је стварно крај  | Драган Брајовић    | Драган Брајовић                     | Дејан Абадић         | 03:19   |
| 3.  | Мали сигнали          | Марина Туцаковић   | Александар Милановић, Ђорђе Будошан | Александар Милановић | 03:16   |
| 4.  | Ко је она девојка     | Драган Брајовић    | Драган Брајовић                     | Дејан Абадић         | 03:30   |
| 5.  | Губим тло под ногама* | Драган Брајовић    | Александар Милановић, Ђорђе Будошан | Александар Милановић | 03:27   |
| 6.  | Ништа лично           | Драган Брајовић    | Драган Брајовић                     | Дејан Абадић         | 03:20   |
| 7.  | Шизофренија           | Марина Туцаковић   | Nikos Terzis                        | Александар Милановић | 04:10   |
| 8.  | Иду дани              | Драган Брајовић    | Драган Брајовић                     | Дејан Абадић         | 03:04   |
| 9.  | Не могу unplugged     | Марина Туцаковић   | Александар Милановић, Ђорђе Будошан | Александар Милановић | 03:47   |
| 10. | Боља сам од ње        | Добривоје Канурски | Добривоје Канурски                  | Владо Георгијев      | 03:32   |

## Информације о албуму
Снимано и миксано у студијима ALKAtras (1,3,5,7,9), XXL (2,4,6,8) и Барба (10)
- Студио XXL

Музичка продукција и микс: Дејан Абадић// Снимање и микс: Ђорђе Петровић// Акустичне и електричне гитаре: Иван Максимовић// Све остале инструменте одсвирао: Дејан Абадић// Пратећи вокали: Александра Радовић
- Студио ALKAtras

Музичка продукција: Марко Kон, Драган Вукићевић, Александар Милановић// Снимање и микс: Драган Вукићевић, Марко Kон // Бас гитара: Ненад Стефановић// Акустичне и електричне гитаре: Иван Максимовић// Kласична гитара: Борис Николић// Хармонике: Kорнелије Kовач// Трубе: Драганчо Ристевски// Све остале инструменте одсвирао: Александар Милановић // Пратећи вокали: Светлана Славковић, Ана Станић, Светлана Палада// *Тема из филма "Сећаш ли се Доли Бел"
- Студио Барба

Музичка продукција, снимање и микс: Владо Георгијев
Постпродукција: Драган Вукићевић и Марко Kон// Студио ALKAtras//
Извршна продукција: Ray Luca
- Главни и одговорни уредник: Милица Митровић
- Директор: Бане Стојановић
- Уредник издања: Горан Томановић

## Обраде
- 7. Шизофренија (оригинал: Anna Vissi - Shizofrenia - 2000)

## Спотови
- Боља сам од ње